# Punta Lair
Punta Lair är en udde i Antarktis. Den ligger i Sydshetlandsöarna. Argentina, Chile och Storbritannien gör anspråk på området.
Terrängen inåt land är platt söderut, men åt sydost är den kuperad. Havet är nära Punta Lair åt nordväst. Trakten är obefolkad. 